# Veselí nad Moravou-Milokošť (železniční zastávka)
Veselí nad Moravou-Milokošť je železniční zastávka, která se nachází v severní části města Veselí nad Moravou u místní části Milokošť. Leží v km 89,992 Vlárské dráhy mezi stanicemi Veselí nad Moravou a Uherský Ostroh.

## Historie

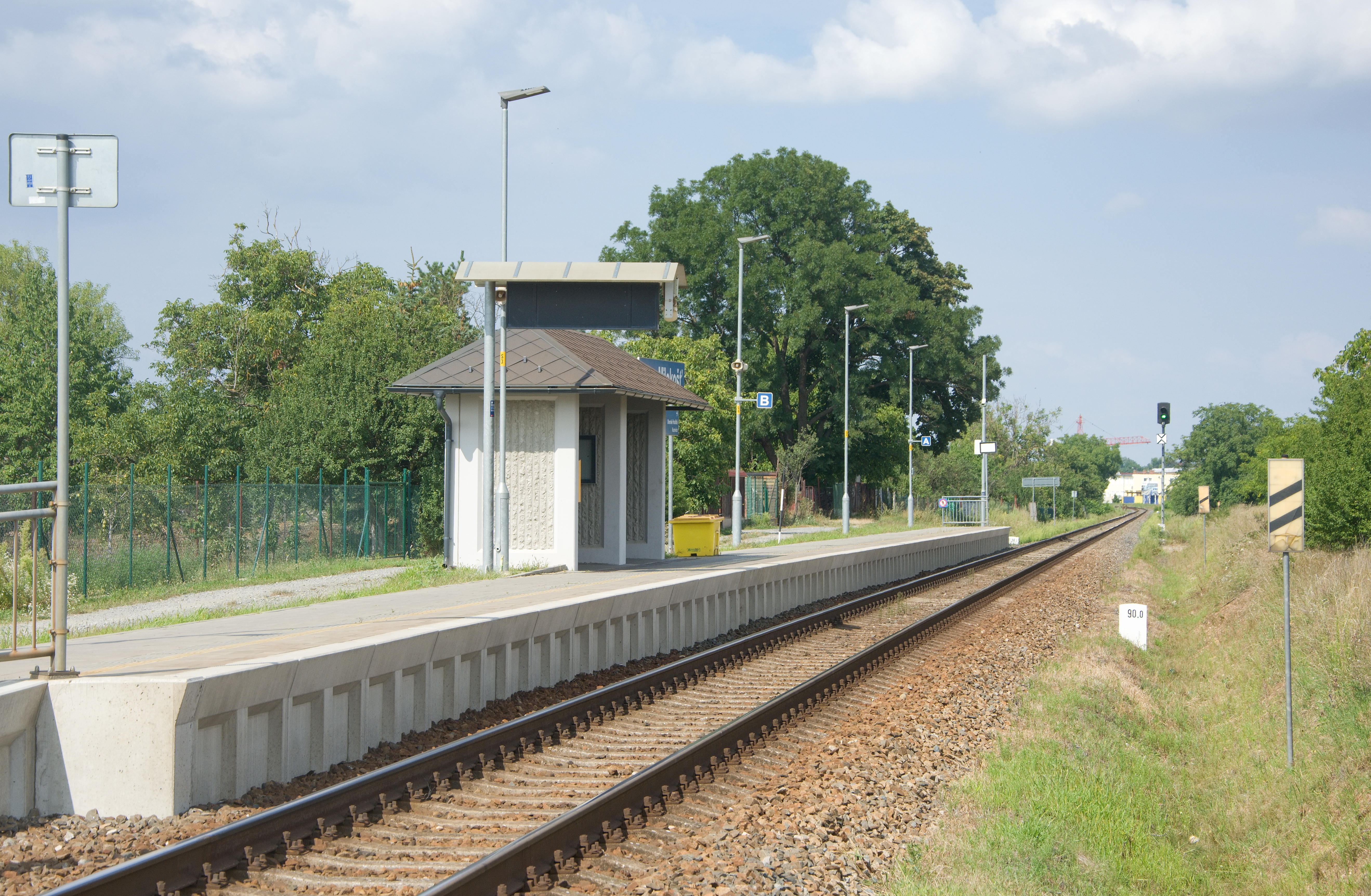
Celkový pohled na zastávku, v pozadí předvěst vjezdového návěstidla do Uherského Ostrohu

Obyvatelé Milokoště usilovali o vybudování zastávky dlouhá léta, neboť od nádraží ve Veselí nad Moravou je Milokošť vzdálena asi 3 km. Už v roce 2001 radnice nechala zpracovat projekt na výstavbu zastávky, k realizaci však v dalších letech nedošlo. Až v říjnu 2017 byla vybrána stavební firma, která za částku 15 mil. korun ze Státního fondu dopravní infrastruktury zastávku i s úpravami okolí postavila. Stavební práce, které prováděla firma Eurovia, proběhly během listopadu 2017 a provoz nové zastávky byl zahájen 10. prosince 2017.

## Popis zastávky
V zastávce je u traťové koleje zřízeno vnější panelové nástupiště o délce 100 metrů, výška nástupní hrany se nachází 550 mm nad temenem kolejnice. Nástupiště se nachází vlevo ve směru jízdy od Veselí nad Moravou. Přístup na nástupiště je bezbariérový pomocí chodníku od přejezdu P7947 v km 89,934. Osvětlení v zastávce se spíná počítačem, který využívá kombinaci astrálních hodin, fotobuňky a spínacích hodin. O jízdách vlaků jsou cestující informováni pomocí akustického a vizuálního informačního systému, který je ovládán z CDP Přerov. Cestujícím je k dispozici železobetonový přístřešek.